# Gildeskåls kommun
Gildeskåls kommun (norska: Glideskål kommune) är en kommun i regionen och landskapet Salten i Nordland fylke i norra Norge. Kommunens centralort är tätorten Inndyr. Den gränsar i norr mot Bodø kommun, i öster mot Beiarns kommun och i söder mot Meløy kommun.

## Administrativ historik
Gildeskåls kommun grundades på 1830-talet, samtidigt med flertalet andra norska kommuner.
1853 delades kommunen varvid Beiarns kommun bildades.

## Tätorter
I Gildeskåls kommun finns en tätort:
- Inndyr (centralort)

Orten Sør-Arnøy har tidigare räknats som en tätort men uppfyller inte längre kriterierna.

## Socknar
Inom Norska kyrkan motsvaras Gildeskåls kommun av Gildeskåls socken i Bodø domprosteri i Sør-Hålogalands stift.